# Zone de déformation
La zone de déformation programmée (ou « zone de froissement » ou « zone déformable ») d’une automobile est l’ensemble des éléments de l’avant et de l'arrière du véhicule conçus pour se déformer en cas de collision afin d’absorber une partie de l’énergie du choc et de réduire autant que possible la gravité des blessures subies par les passagers.

## Principe
Les parties de la voiture qui doivent structurellement se déformer sont fabriquées avec un acier de faible résistance à la traction, tandis que les parties qui doivent rester intactes (comme la construction du cadre et la fortification latérale) sont fabriquées avec un acier ayant une résistance à la traction plus élevée. L'habitacle est, à l’opposé, conçu comme une « cellule de survie », c'est-à-dire un espace indéformable où l'intrusion meurtrière d'éléments mécaniques est réduite autant que possible.